# Eupithecia chrodna
Eupithecia chrodna es una especie de polilla de la familia Geometridae. La especie fue descrita por primera vez por Herbert Druce habiendo sido descrita en 1893, con distribución en México. El holotipo de la especie fue descrita en los alrededores de Las Vigas.

## Descripción
Es una polilla pequeña con una envergadura de 19 milímetros (0,7 plg). Las alas anteriores y traseras son de color marrón grisáceo pálido, cada una atravesada por finas líneas de color marrón más oscuro. Las alas anteriores cuentan con un punto negro al final de la celda y una fila submarginal de pequeños puntos negros que se extienden desde el ápice hasta el ángulo anal, la franja alternativamente gris y marrón. La cabeza, antena, tórax, abdomen y patas son de color marrón oscuro.